# Alessandra Panaro

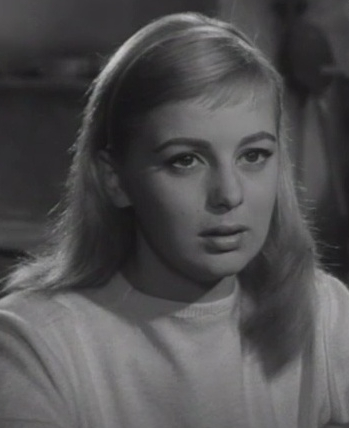
Scenă din filmul Lazzarella (1957)

Alessandra Panaro (n. 14 decembrie 1939, Roma, Regatul Italiei – d. 1 mai 2019, Geneva, Elveția) a fost o actriță de film italiană. 
Panaro este cunoscută în special pentru filmele ei de la începutul anilor 1960, în special pentru drama criminală a lui Luchino Visconti, Rocco și frații săi din 1960. Printre alte filme mai cunoscute ale sale se numără Îndrăgostiții (1956), Lazzarella (1957), Cerasella (1959), Fiul căpitanului Blood (1962) și Prințul negru (1964).

## Biografie
Născut la Roma într-o familie renumită, Panaro a studiat actoria sub Teresa Franchini. Ea și-a făcut debutul în film la 16 ani și a obținut un mare succes în 1956 datorită filmului de comedie al lui Dino Risi Săraci dar frumoși, specializată pe atunci în comedii romantice. În 1957–1958, împreună cu co-starul ei Poor, But Handsome Lorella De Luca, l-a ajutat pe Mario Riva să prezinte popularul show de jocuri RAI Il Musichiere. Și-a făcut debutul în film la 16 ani și a obținut un mare succes în 1956 datorită filmului de comedie al lui Dino Risi Săraci dar frumoși, specializată pe atunci în comedii romantice. În 1957–1958, împreună cu colega ei din Săraci dar frumoși, Lorella De Luca, l-a ajutat pe Mario Riva în prezentarea popularului show de jocuri la RAI Il Musichiere.
În anii cincizeci a mai jucat și alte comedii italiene tipice acelor ani, care au început să arate ușurarea și bucuria de a trăi după anii de război. A fost protagonistă în 'Lazzarella (1957), regizat de Carlo Ludovico Bragaglia, unde a interpretat personajul principal, inspirat de cel al cântecului scris de Domenico Modugno și Riccardo Pazzaglia, melodie care a fost înregistrată de mulți cântăreți. În 1959 a fost Nora, iubita lui Bruno-Mario Girotti (viitorul Terence Hill) în filmul Cerasella de Raffaello Matarazzo.
În anii șaizeci a jucat în filme de mitologie și de aventură. Ultimul său film a fost La notte è piccolo per noi (2019), regizat de Gianfrancesco Lazotti, lansat cu câteva săptămâni înainte de moartea sa și cu Philippe Leroy în rol principal. Stabilită definitiv la Geneva, ea a decedat acolo la 1 mai 2019, la vârsta de 79 de ani. Înmormântarea a fost celebrată la biserica Santa Maria in Portico din Campitelli din Roma.

### Viața privată
Prima ei căsătorie a fost cu bancherul Jean-Pierre Sabet, care a murit în 1983, iar a doua căsătorie a fost cu actorul Giancarlo Sbragia, devenind văduvă în 1994.

## Filmografie selectivă
- 1954 Il barcaiolo di Amalfi, regia Mino Roli
- 1955 Destinazione Piovarolo, regia Domenico Paolella
- 1955 Il campanile d'oro, regia Giorgio Simonelli
- 1956 Îndrăgostiții (Gli innamorati), regia Mauro Bolognini
- 1956 Guardia, guardia scelta, brigadiere e maresciallo, regia Mauro Bolognini
- 1956 I miliardari, regia Guido Malatesta
- 1956 Mamma sconosciuta, regia Carlo Campogalliani
- 1956 Cantando sotto le stelle, regia Marino Girolami
- 1957 Săraci dar frumoși (Poveri ma belli), regia Dino Risi
- 1957 Lazzarella, regia Carlo Ludovico Bragaglia
- 1957 Frumoase dar sărace (Belle ma povere), regia Dino Risi
- 1957 La trovatella di Pompei, regia Giacomo Gentilomo
- 1958 Dragoste și pălăvrăgeli (Amore e chiacchiere), regia Alessandro Blasetti
- 1958 Al servizio dell'imperatore (Si le roi savait ça), regia Caro Canaille
- 1958 Totò, Peppino e le fanatiche, regia Mario Mattoli
- 1958 Te doy mi vida, regia Pino Mercanti
- 1958 L'ultima canzone, regia Pino Mercanti
- 1959 Educande al Tabarin (Cigarettes, whisky et p'tites pépées), regia Maurice Régamey
- 1959 I ragazzi dei Parioli, regia Sergio Corbucci
- 1959 Avventura a Capri, regia Giuseppe Lipartiti
- 1959 Săracii milionari (Poveri milionari), regia Dino Risi
- 1959 Le notti dei teddy boys, regia Leopoldo Savona
- 1959 Il raccomandato di ferro, regia Marcello Baldi
- 1959 Cerasella, regia Raffaello Matarazzo

- 1960 Rocco și frații săi (Rocco e i suoi fratelli), regia Luchino Visconti
- 1961 Le baccanti, regia Giorgio Ferroni
- 1961 Mariti a congresso, regia Luigi Filippo D'Amico
- 1962 Ulisse contro Ercole, regia Mario Caiano
- 1962 Il mio amore è scritto sul vento (Pecado de amor), regia Luis Cesar Amadori
- 1962 Fiul căpitanului Blood (Il figlio del capitan Blood), regia Tulio Demicheli
- 1962 Il colpo segreto di d'Artagnan, regia Siro Marcellini
- 1963 Il boia di Venezia, regia Luigi Capuano
- 1963 Ercole contro Moloch, regia Giorgio Ferroni
- 1964 Sandok, il Maciste della jungla, regia Umberto Lenzi
- 1964 Prințul negru (Der Schut), regia Robert Siodmak
- 1965 I violenti di Rio Bravo (Die Pyramide des Sonnengottes), regia Robert Siodmak
- 1965 30 Winchester per El Diablo, regia Gianfranco Baldanello
- 1966 La notte dell'addio, regia Renato Borraccetti
- 1976 La madama, regia Duccio Tessari
- 2016 La notte è piccola per noi, regia Gianfrancesco Lazotti